# Das Tagebuch einer Verlorenen
Das Tagebuch einer Verlorenen er en tysk stumfilm fra 1918 af Richard Oswald.

## Medvirkende
- Erna Morena som Thymian
- Reinhold Schünzel som Kasimir Osdorff
- Werner Krauss som Meinert
- Paul Rehkopf som Geoteball
- Conrad Veidt som Dr. Julius